# رویسان
رویسان (به ایتالیایی: Roisan) یک کومونه در ایتالیا است که در واله دائوستا واقع شده‌است. رویسان ۱۴ کیلومتر مربع مساحت و ۱٬۰۳۷ نفر جمعیت دارد و ۸۶۶ متر بالاتر از سطح دریا واقع شده‌است.